# ناحیه سیدی الجیلالی
ناحیه سیدی الجیلالی (به عربی: دائرة سیدی الجیلالی) یک ناحیه در الجزایر است که در استان تلمسان واقع شده‌است.